# Ginger Baker's Air Force 2
Ginger Baker’s Air Force 2 je druhé celkové a první studiové album anglické hudební skupiny Ginger Baker’s Air Force, vydané v roce 1970. Jedná se o poslední album této skupiny.

## Seznam skladeb

### Britská verze
1. „Let Me Ride“ (Roebuck Staples) – 4:22
2. „Sweet Wine“ (Ginger Baker, Janet Godfrey) – 3:34
3. „Do U No Hu Yor Phrenz R?“ (Ginger Baker) – 5:40
4. „We Free Kings“ (Ginger Baker) – 4:22
5. „I Don’t Want to go on Without You“ (Bert Berns, Jerry Wexler) – 3:56
6. „Toady“ (Ginger Baker) – 8:21
7. „12 Gates of the City“ (Graham Bond) – 4:05

### Německá verze
1. „We Free Kings“ – Alternate take (Ginger Baker) – 4:57
2. „Caribbean Soup“ (Harold McNair) – 3:10
3. „Sunshine of Your Love“ (Jack Bruce, Peter Brown, Eric Clapton) – 5:49
4. „You Wouldn’t Believe It“ (Denny Laine, Ginger Baker) – 3:42
5. „You Look Like You Could Use A Rest“ (Rick Grech) – 3:42
6. „Sweet Wine“ (Ginger Baker, Janet Godfrey) – 3:34
7. „I Don’t Want to go on Without You“ (Bert Berns, Jerry Wexler) – 3:56
8. „Let Me Ride“ (Roebuck Staples) – 4:23

## Sestava
- Ginger Baker – bicí, perkuse, zpěv
- Ken Craddock – kytara, Hammondovy varhany, piáno, zpěv
- Colin Gibson – baskytara
- Graham Bond – alt saxofon, Hammondovy varhany, piáno, zpěv
- Steve Gregory – tenor saxofon, flétna
- Bud Beadle – bariton saxofon, alt saxofon, tenor saxofon
- Diane Stewart – zpěv
- Catherine James – zpěv
- Neemoi „Speedy“ Acquaye - bicí, perkuse

### Hosté
- Denny Laine – kytara, piáno, zpěv
- Ric Grech – baskytara
- Harold McNair – tenor saxofon, alt saxofon, flétna
- Aliki Ashman – zpěv
- Rocki Dzidzornu – perkuse, konga